# École nationale vétérinaire d'Alfort

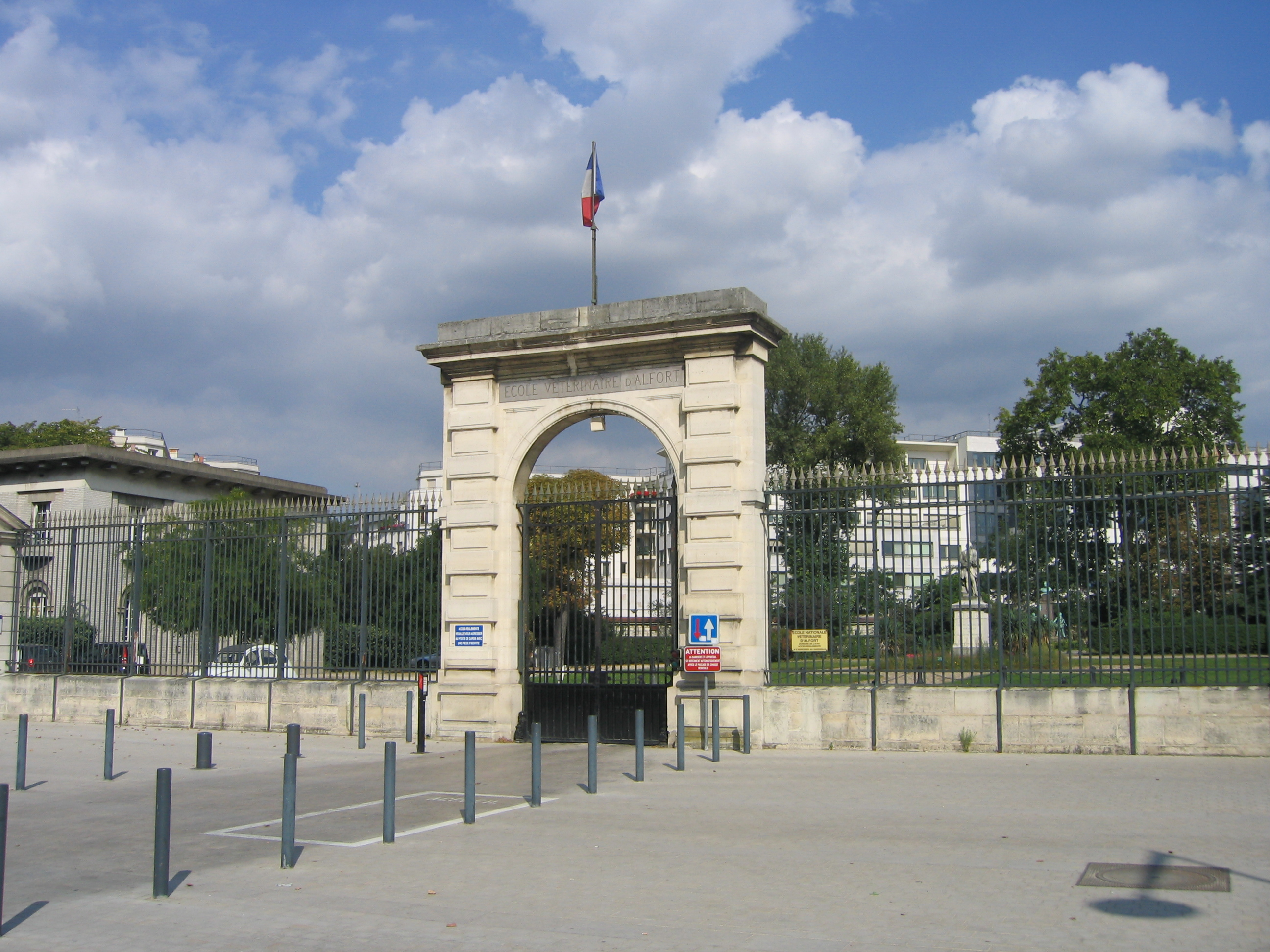
Ingang van de school

De École nationale vétérinaire d'Alfort (Frans voor nationale veterinaire school van Alfort) is een school voor diergeneeskunde, gelegen in Maisons-Alfort. De school werd in 1765 opgericht door Honoré Fragonard in opdracht van koning Lodewijk XV van Frankrijk, en verhuisde in 1766 naar zijn huidige locatie. 
Tegenwoordig valt de school onder het Franse ministerie voor landbouw en visserij. Er studeren ongeveer 600 studenten. De school bevat tevens het Museum Fragonard, dat sinds 1991 open is voor publiek, en een botanische tuin, de Jardin botanique de l'École nationale vétérinaire d'Alfort. 